# Плотникова (Курганская область)
Плотникова — деревня в Юргамышском районе Курганской области. Входит в состав Кислянского сельсовета.

## География
Расположена у реки Миасс в 37 км к северо-западу от Юргамыша и в 80 км от города Курган.

## История
До 1917 года входила в состав Окунëвской волости Челябинского уезда Оренбургской губернии. По данным на 1926 год состояла из 174 хозяйств. В административном отношении являлась центром Плотниковского сельсовета Воскресенского района Челябинского округа Уральской области.

## Население
| 1989 | 2002 | 2010 |
| ---- | ---- | ---- |
| 206  | ↘190 | ↘161 |

По данным переписи 1926 года в деревне проживало 766 человек (342 мужчины и 424 женщины), в том числе: русские составляли 100 % населения.